# الغواصة الألمانية يو-31 (1936)
غواصة يو-31  غواصة يو بوت ألمانية من الفئة السابعة إيه بنيت ل سلاح بحرية ألمانيا النازية كريغسمارينه، في أحواض بناء السفن الألمانية التابع لإيه جي فيزر في بريمن خلال الحرب العالمية الثانية.